# Philippsthal
Philippsthal (Werra) är en köping (Markt) i Landkreis Hersfeld-Rotenburg i Regierungsbezirk Kassel i förbundslandet Hessen i Tyskland.
De tidigare kommunerna Gethsemane, Harnrode, Heimboldshausen, Philippsthal (Werra), Röhrigshof und Unterneurode gick samman i den nya kommunen Philippsthal (Werra)  1 augusti 1972.